# Sebkha el Melah (El Meniaa)
Die Sebkha el Melah, auch El Golea-See, ist eine Sabcha in der algerischen Sahara. Sie ist nicht zu verwechseln mit dem auch Sebkha el Melah genannten Gewässer in der Provinz Bechar.

## Beschreibung
Die Sebkha liegt in der 2019 neu geschaffenen Provinz El Meniaa in der Kommune Hassi Gara, 5 Kilometer südlich vom Hauptort Hassi Gara. Typisch für eine Sabcha ist sie ein abflussloser Binnensee, Zuflüsse sind der Oued Seguar und der Oued Sbaa, die rund 60 Millionen Kubikmeter jährlich in den See entwässern.
Das Gewässer ist zweigeteilt, während der nördliche Teil eher teichartig, ein Süßwasser von moderatem Salzgehalt und von hoher Biodiversität geprägt ist, ist der südliche Teil stark salzhaltig und deutlich artenärmer. Die Tiefe der Becken unterliegt naturgemäß saisonalen Schwankungen und beträgt zwischen 0,3 und 2 m.
Die Sebkha ist bis zu 1.600 m breit und 2.000 m lang, das untere Becken wird im Westen von bis zu 4 m hohen Sanddünen begrenzt, die Teil des Großen Westlichen Erg sind. Im Osten wird es von einer 20 Meter hohen Kalksteinklippe begrenzt, die zahlreiche paläontologische Zeugnisse birgt.

## Ökologie
Ökologisch von großer Bedeutung ist vor allem das nördliche Süßwasserbecken, das eine reiche Ufervegetation sowie zahlreiche Algen aufweist und Vögeln, Amphibien, Reptilien und Insekten Lebensraum bietet, auch Krustentiere und Säugetiere leben am See. Für 22 der 110 vorkommenden Vogelarten ist die Sebkha auch Brutgebiet, von besonderer Bedeutung ist sie für die Moorente und die Rostgans.
Als Gefährdung wirken vor allem die Auswirkungen menschlicher Ansiedlung im Westen des nördlichen Beckens, die mit Vermüllung, der Einleitung ungeklärter Abwässer, wilder Weidewirtschaft, dem Abholzen von Pflanzen und Wilderei einhergehen.